# 6606 Макіно
6606 Макіно (6606 Makino) — астероїд головного поясу, відкритий 16 жовтня 1990 року.
Тіссеранів параметр щодо Юпітера — 3,195.